# Michelle Rodriguez
Michelle Rodriguez, född 12 juli 1978 i San Antonio, Texas, är en amerikansk skådespelare.
Hon föddes i Texas, men växte sedan upp i Puerto Rico, Dominikanska republiken och Jersey City, New Jersey. Hon är dotter till Carmen Mildary och Rafael Rodríguez, en puertorican som tjänstgjorde i den amerikanska armén. Michelle Rodríguez har sammanlagt tio halvsyskon eller syskon, varav några hon aldrig träffat. Hon spelar piano.
Hon fick sitt genombrott som skådespelare år 2000 med filmen Girlfight. I TV-serien Lost spelade hon som Ana-Lucia i seriens andra säsong.

## Filmografi (i urval)
- Girlfight (2000) – Diana Guzman
- 3 A.M. (2001) – Salgado
- The Fast and the Furious (2001) – Letty Ortiz
- Resident Evil (2002) – Rain Ocampo
- Blue Crush (2002) – Eden
- True Crime: Streets of LA (2003) – Rosie Velasco (röst i datorspel)
- Driver 3 (2003) – Calita (röst i datorspel)
- S.W.A.T. (2003) – Chris Sanchez
- Control (2004) – Teresa
- Halo 2 (2004) – Marine (röst i datorspel)
- BloodRayne (2005) – Katarin
- Punk'd (TV-serie, 2005) – Sig själv
- Lost (TV-serie, 2005-2006) – Ana-Lucia Cortez
- The Breed (2006) – Nikki
- Battle in Seattle (2007) – Lou
- Gardens of the Night (2008) – Lucy
- Fast & Furious (2009) – Letty Ortiz
- Trópico de Sangre (2009) – Minerva Mirabal
- Avatar (2009) – Trudy Chacón
- Machete (2010) – Luz / Shé
- Battle: Los Angeles (2011) – Adriana Santos
- Citizen Jane (2011) – Charlotte Jane Foster
- Call of Duty: Black Ops II (2012) – Strike Force soldat (röst i datorspel)
- Resident Evil: Retribution (2012) – Rain Ocampo
- Fast & Furious 6 (2013) – Letty Ortiz
- Machete Kills (2013) – Luz / Shé
- Turbo (2013) – Paz
- Fast & Furious 7 (2015) – Letty Ortiz
- The Assignment (2016) – Frank Kitchen / Tomboy
- Milton's Secret (2016) – Ms. Ferguson
- Smurfarna: Den försvunna byn (2017) – Smurfstorm
- Fast & Furious 8 (2017) – Letty Ortiz
- Widows (2018) – Linda
- Alita: Battle Angel (2019) – Gelda (okrediterad)
- Fast & Furious 9 (2021) – Letty Ortiz
- 2023 – Dungeons & Dragons: Honor Among Thieves
- 2023 – Fast X
- 2025 – Fast X: Part 2